# 波別若維采

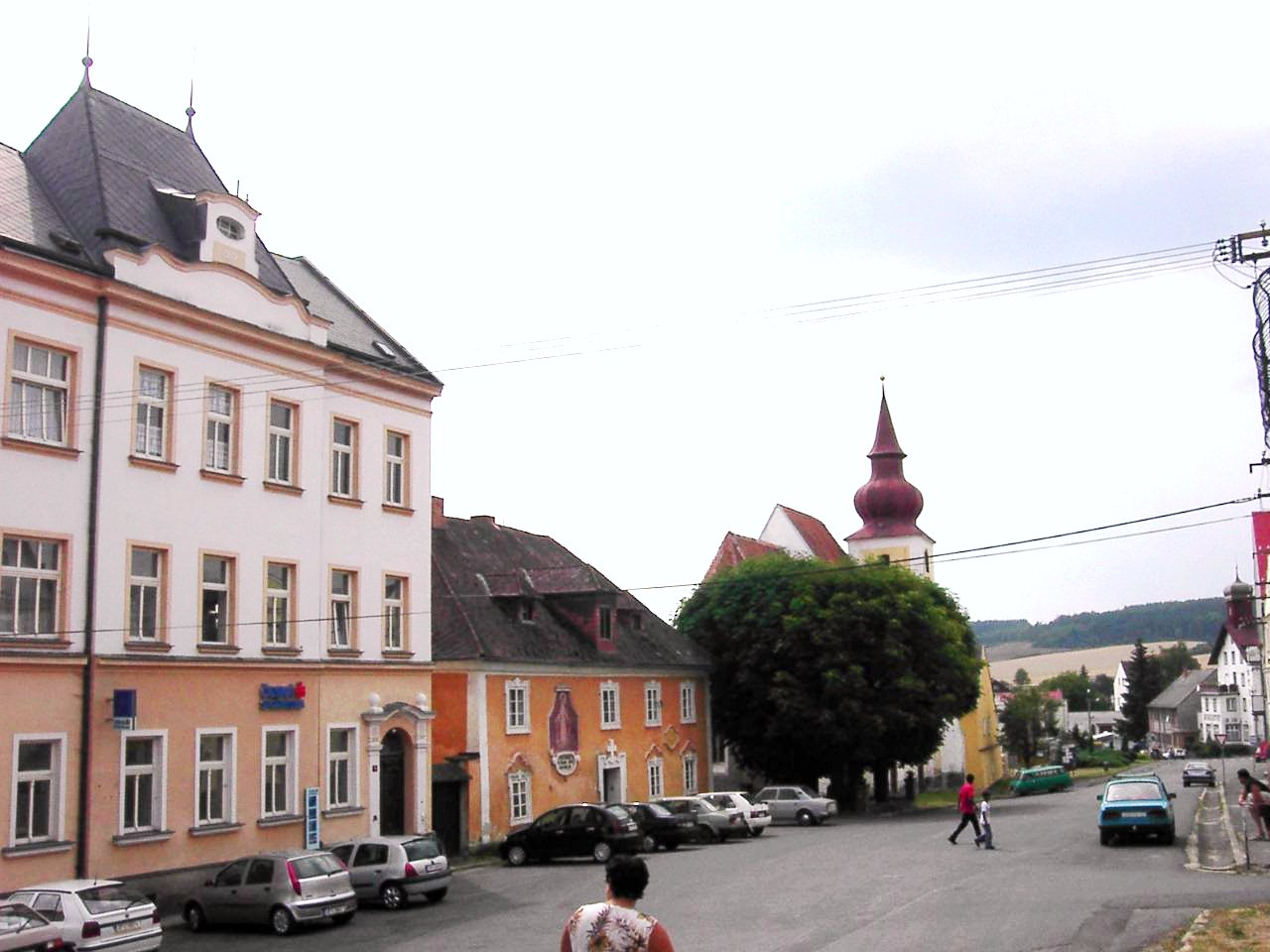

波別若維采是捷克的城鎮，位於該國西部，距離多馬日利采15公里，由比爾森州負責管轄，面積33.89平方公里，海拔高度435米，鎮上的猶太教堂建於1806年，2006年人口1,658。

## 外部連結
- Municipal website （页面存档备份，存于）